# Pygeretmus shitkovi
Espèce
Synonymes
- Alactagulus shitkovi Kuznecov, 1930
- Pygeretmus schitkovi (Vinogradov, 1930)
- Pygeretmus zhitkovi (Vinogradov, 1937),
 préféré par UICN

Statut de conservation UICN

 NT  : Quasi menacé
Pygeretmus shitkovi est une espèce de la famille des Dipodidés. Cette gerboise n'est pas considérée comme étant presque menacée de disparition par l'Union internationale pour la conservation de la nature (UICN).

## Distribution
Cette espèce est endémique du Kazakhstan. Elle se rencontre dans la région du lac Balkhach.

## Publication originale
- Kuznecov, 1930 : Ueber eine neue Art der Pferdespringer (Alactagulus-shitkovi n. sp.) aus Semiretschje. (О новом виде тушканчика ( Alactagulus shitkovi n. sp.) из Семиречья.) Comptes Rendus de l'Academie des Sciences de Leningrad, vol. 1930, p. 623-626.